# Accidente del Convair 440 de la Fuerza Aérea Boliviana en 1975
El 27 de octubre de 1975, un Convair CV-440-12 operado por la Fuerza Aérea Boliviana (FAB) realizaba un vuelo chárter desde Tomonoco al Aeropuerto de El Alto en La Paz, Bolivia. Aproximadamente a las 6:45 hora local, el avión se estrelló en el Cerro Colorado, en las cercanías de Caranavi. Las 67 personas a bordo fallecieron en el accidente.
Fue el peor desastre en la historia de la aviación militar de Bolivia.

## Aeronave
La aeronave era un Convair CV-440-12 fabricado en 1956, con la matrícula TAM-44 y número de serie 328. Estaba operado por la aerolínea Transporte Aéreo Militar (TAM) para transportar pasajeros de la Fuerza Aérea Boliviana.

## Accidente
El Convair CV-440-12 despegó de una pista de aterrizaje en Tomonoco, a 170 kilómetros al noreste de La Paz. Con destino al Aeropuerto de El Alto, La Paz que se encuentra a 12.000 pies sobre el nivel del mar, siendo la ciudad grande más alta del mundo.
Diez minutos después del despegue, alrededor de las 10:50, el piloto realizó una llamada de emergencia. Indicaba pérdida de potencia o potencia insuficiente durante el ascenso inicial. La aeronave se estrelló en un terreno semimontañoso y accidentado contra una ladera empinada en una zona de los Andes conocida por sus profundos abismos y picos nevados. Las alas exteriores se desprendieron en el impacto inicial contra los árboles, y el fuselaje continuó su camino hasta impactar contra una ladera inclinada. El impacto fue seguido por un intenso incendio que causó la muerte de las 67 personas a bordo.
La zona del desastre está densamente arbolada y era de difícil acceso. La búsqueda de sobrevivientes estuvo a cargo de la Fuerza Aérea Boliviana, con numerosas aeronaves, incluidos helicópteros. La Gendarmería y el Ejército también colaboraron en la operación de búsqueda. El presidente de Bolivia, Hugo Banzer Suárez, se desplazó a Tomonoco para liderar la operación de búsqueda.

## Víctimas
Inicialmente se desconocía el número exacto de pasajeros. El único manifiesto de pasajeros disponible era el de cuatro días antes, el 24 de octubre, que mostraba 54 pasajeros. Esta lista de pasajeros estaba compuesta principalmente por militares bolivianos con sus esposas, hijos y otros familiares. Regresaron tras pasar un fin de semana en el Centro Recreativo de las Fuerzas Armadas de Bolivia en Tomonoco. Los pasajeros militares de mayor rango en la lista eran dos tenientes coroneles del Ministerio de Defensa. La mayoría del resto del personal militar eran oficiales subalternos del Regimiento Lanza del Ejército de Bolivia.
Un informe inicial indicó que 55 personas fueron asesinadas. El presidente de Bolivia, Hugo Banzer Suárez, declaró que 60 personas fueron asesinadas. Otros informes iniciales indicaron 70 personas.
Tras la recuperación e identificación de los restos los días 27 y 28 de octubre, se reveló que había 63 pasajeros a bordo. Tras la identificación de los cuerpos, se informó que a bordo se encontraban 20 oficiales militares y seis civiles varones, y que los demás eran sus esposas e hijos. The New York Times informó que también viajaban dos sobrinos del presidente boliviano.

## Secuelas
Según el presidente de Bolivia, fue el peor desastre en la historia de la aviación militar boliviana. El Oficial de Representación de los Estados Unidos asistió a los servicios militares el 28 de octubre y expresó sus condolencias oficiales en nombre del embajador y las Fuerzas Armadas de los Estados Unidos al Gobierno de Bolivia.
Debido a la gran dispersión de los escombros, se especuló que el avión explotó en el aire. La prensa no descartó un atentado, considerando la situación política actual y los posibles motivos y consecuencias políticas.
La FAB inició una investigación sobre la causa del accidente. Un posible factor del accidente fue la sobrecarga excesiva de la aeronave. El Convair utilizado para el vuelo tenía solo 48 asientos, mientras que había 67 personas a bordo. Durante el despegue, se dice que no se siguió un protocolo de seguridad.
Las investigaciones nunca avanzaron y nunca se emitió un informe oficial creíble. Las Fuerzas Armadas entregaron ataúdes clavados y se realizó un entierro colectivo. El Estado realizó un pago equivalente a 1.000 dólares por familia. El curso de esta situación ha sido criticado por los familiares.